# 蓬泰莱恰
蓬泰莱恰（法語：Ponte-Leccia，法語發音：[pɔ̃te lɛtʃa]）是法国上科西嘉省莫罗萨利亚的一个村庄。 
该地位于莫罗萨利亚东部，阿斯科河（Asco）和戈洛河之间，距离科尔泰28千米、巴斯蒂亚46千米、卡尔维60千米、阿雅克肖28千米。 

## 交通
蓬泰莱恰在科西嘉铁路公司（Chemin de fer de la Corse，简称CFC）的阿雅克肖 - 巴斯蒂亚线上有一个火车站，国道N193线和N197线在车站附近交汇。 
蓬泰莱恰站也是科西嘉岛上唯一的换乘车站，前往阿雅克肖、巴斯蒂亚和卡尔维三个不同方向的铁路在此交汇。

## 图集

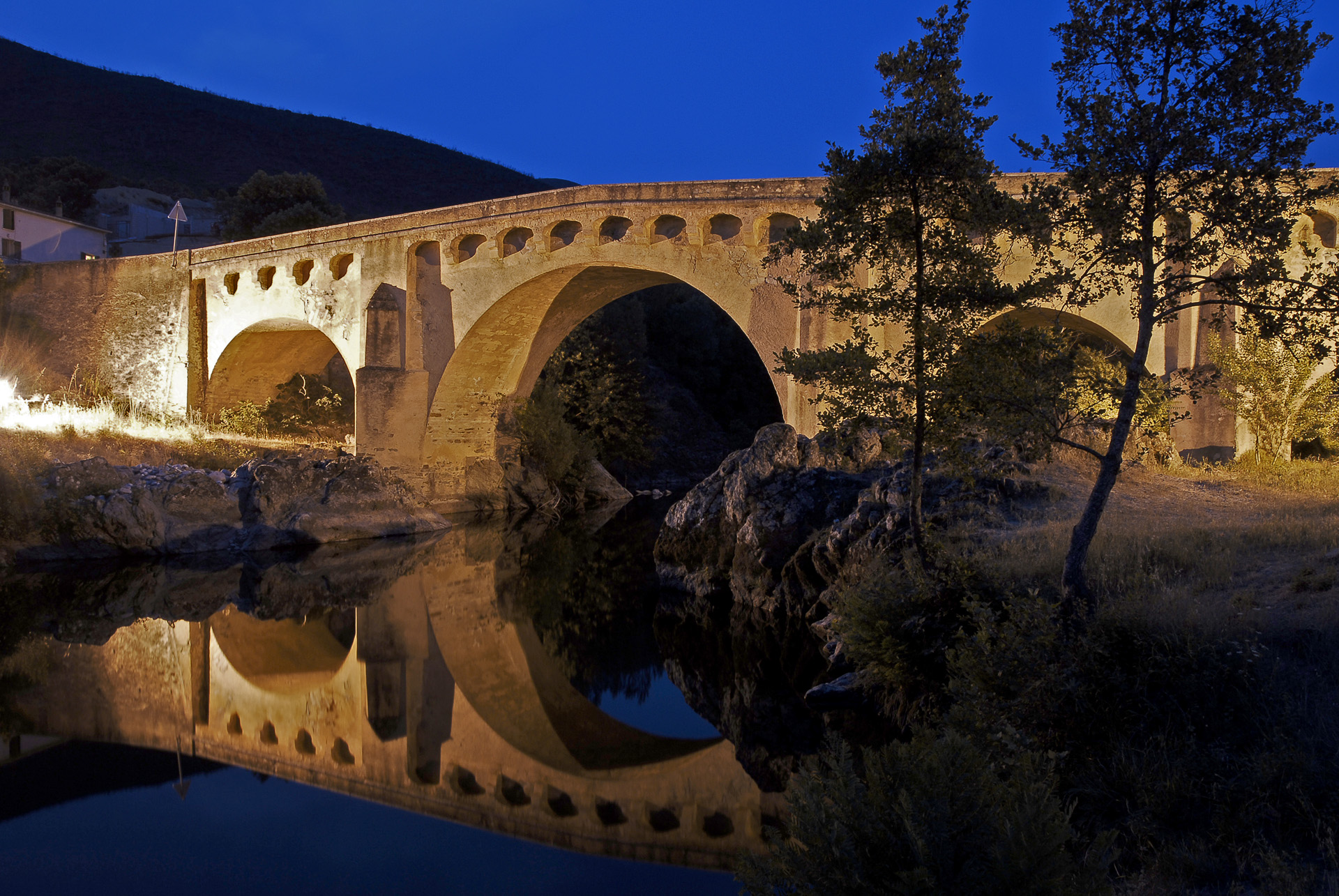
蓬泰莱恰桥
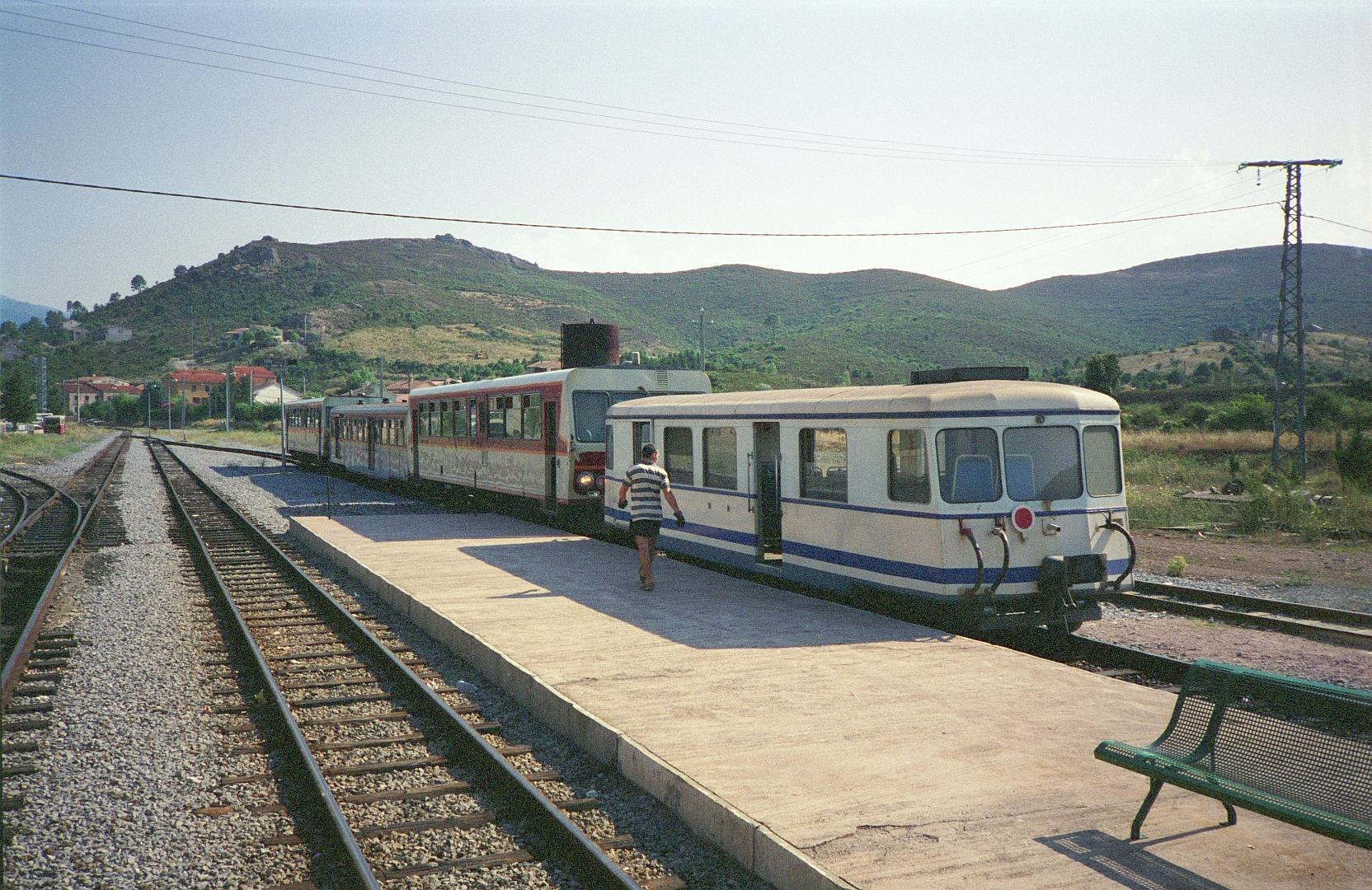
火车站，1994年